# Cryptohymenium pycnidiophorum
Cryptohymenium pycnidiophorum — вид грибів, що належить до монотипового роду  Cryptohymenium.